# Barbus issenensis
Barbus issenensis là một loài cá vây tia riêng biệt bị nghi ngờ trong họ Cyprinidae.
Nó chỉ được tìm thấy ở Maroc. Môi trường sống tự nhiên của chúng là suối nước ngọt. Nó bị đe dọa do mất môi trường sống. Một số tác giả xem B. issensis là một loài riêng biệt, còn một số tác giả khác xem nó là thuộc B. callensis.